# CubeSat for Solar Particles
CuSP, acronyme de CubeSat mission to study Solar Particles, est un nano-satellite de format CubeSat 6U d'environ 10 kilogrammes sélectionné par la NASA et développé par la société Southwest Research Institute. Le satellite doit permettre d'évaluer le recours à des satellites miniaturisés pour des missions de météorologie spatiale qui nécessitent des mesures des particules du vent solaire. Le satellite doit être placé sur une orbite héliocentrique et la mission a une durée de 90 jours. Le satellite a été lancé par le premier vol de la fusée Space Launch System (mission Artemis I) en novembre 2022. La mission est développée dans le cadre du programme NextSTEP (Next Space Technologies for Exploration Partnerships) de la NASA qui est un partenariat avec des entités commerciales destiné à développer de nouvelles technologies permettant d'étendre la durée et les capacités des missions se déroulant dans l'espace profond.

## Caractéristiques techniques

### Plateforme
La plateforme est de type CubeSat 6U (moins de 14 kilogrammes). Elle est stabilisée 3 axes à l'aide de propulseurs à gaz froid. L'énergie est fournie par des panneaux solaires, dont une partie est déployée en orbite, qui produisent 50 watts. L'énergie est stockée dans des batteries lithium-ion ayant une capacité de 80 Wh. Le système de télécommunications utilise des antennes patch : une antenne moyen gain et deux antennes faible gain. Le débit maximum est de 500 bits par seconde si la réception est effectuée par une antenne parabolique de 34 mètres. Le microprocesseur est de type LEON-3.

### Instrumentation
Pour mesurer l'activité solaire, CuSP embarque trois instruments :
- SIS (Suprathermal Ion Spectrograph) est un détecteur de particules solaires à faible énergie (ions suprathermiques) développé par le Southwest Research Institute. Il permet de détecter les ions dont l'énergie est comprise entre 3 keV et 70 keV. SIS utilise un nouvel analyseur électrostatique qui fournit la signature spectrale et l'angle d'arrivée des ions suprathermiques.
- MERiT (Miniature Electron pRoton Telescope) est un détecteur de particules à haute énergie développé par le Centre de vol spatiale Goddard. Il permet de détecter les ions ayant une énergie comprise entre 2 GeV et 170 GeV et les électrons dont l'énergie est comprise entre 100 keV et 4 MeV. Le capteur utilisé est une évolution mineure de celui embarqué sur le CubeSat CeREs (Compact Radiation Belt Explorer).
- VHM (Vector Helium Magnetometer) est un magnétomètre caractérisé par une masse dix fois inférieure à celle d'instruments du même type : le capteur a une masse de 95 grammes tandis que l'électronique pèse 250 grammes. L'instrument dérive de celui développé pour le CubeSat INSPIRE (en). Il est le fruit d'une collaboration entre le Jet Propulsion Laboratory et l'UCLA.

## Déroulement de la mission
Après son déploiement depuis l'adaptateur, le satellite confirme qu'il réussit à se stabiliser et à déployer ses panneaux solaires, mais le contact est perdu après environ une heure.